# Bataille des îles Yijiangshan
Batailles
- Récolte d'automne
- Baise
- Commune de Canton
- Nanchang

- Jiangxi (en)
- Hubei-Henan-Anhui (en)
- Honghu (en)
- Hubei-Henan-Shaanxi (en)
- Shaanxi-Gansu (en)

- Jiangxi (en)
- Hubei-Henan-Anhui (en)
- Honghu (en)
- Hubei-Henan-Shaanxi (en)
- Shaanxi-Gansu (en)

- Jiangxi (en)
- Hubei-Henan-Anhui (en)
- Honghu (en)
- Soulèvement de Ningdu (en)
- Hubei-Henan-Shaanxi (en)
- Shaanxi-Gansu (en)

- Jiangxi (en)
- Hubei-Henan-Anhui (en)
- Hunan-ouest Hubei (en)

- Jiangxi (en)
- Hubei-Henan-Anhui (en)

- Wannan
- Campagne d'ouverture
- Yetaishan
- Jiangsu Sud
- Baoying
- Yongjiazhen
- Tianmen
- Linyi
- Wuhe
- Yinji
- Huaiyin-Huai'an (en)
- Xinghua (en)
- Dazhongji (en)
- Lingbi (en)
- Zhucheng (en)
- Lishi (en)
- Pingdu (en)
- Taixing (en)
- Shangdang (en)
- Wuli (en)
- Xiangshuikou (en)
- Rugao (en)
- Weiguangnuan (en)
- Shicun (en)
- Opération Beleaguer (en)
- Houmajia (en)
- Handan (en)
- Pacification du Nord-Est (en)
- Shaobo (en)
- Gaoyou (en)
- Tangguo (en)
- Houma (en)
- Siping (1re) (en)
- Siping (2e) (en)
- Plaine du Nord (en)
- Voie ferrée Tongpu Sud (en)
- Datong–Jining (en)
- Longhai (en)
- Dapu (en)
- Ruhuang (en)
- Dingtao (en)
- Linfu (en)
- Zhengtai (en)
- Datong-Puzhou (en)
- Huaiyin–Huai'an (en)
- Yan'an (en)
- Kalgan (en)
- Lüliang (en)
- Linjiang (en)
- Guanzhong (en)
- Beitashan (en)
- Baoding Sud (en)
- Niangziguan (en)
- Tang'erli (en)
- Menglianggu (en)
- Été 1947, Nord-Est (en)
- Heshui (en)
- Siping (3e) (en)
- Baoding Nord (en)
- Nanlin (en)
- Crête du Méridien (en)
- Rivière Daqing Nord (en)
- Automne 1947, Nord-Est (en)
- Mont Funiu (en)
- Hiver 1947, Nord-Est (en)
  - Gongzhutun (en)
- Pic du phénix (en)
- Tai'an Ouest (en)
- Jingzhong (en)
- Linfen (en)
- Zhouzhang (en)
- Hebei-Rehe-Chahar (en)
- Yanzhou (en)
- Shangcai (en)
- Liaoshen (en)
  - Changchun
  - Jinzhou (en)
  - Tashan (en)
- Jinan (en)
- Taiyuan (en)
- Huaihai (en)
  - Shuangduiji (en)
- Jiulianshan (en)
- Pingjin (en)
  - Tianjin (en)

- Chine Nord (en)
- Chine Sud-centre (en)
- Chine Est (en)
- Dabieshan (en)
- Chine Nord-Ouest (en)
- Wupin (en)
- Chine Sud-Ouest (en)
- Longquan (en)
- Canton Nord (en)
- Guizhou Nord-Est (en)
- Hunan-Hubei-Sichuan (en)
- Hunan Ouest (en)
- Shiwandashan (en)
- Liuwandashan (en)
- Guangxi Ouest (en)

- Shanghai (en)
- Lanzhou (en)
- Ningxia (en)
- Nanchuan (en)
- Guangxi (en)
  - Bobai (en)
- Chengdu (en)
- Bamianshan (en)
- Tianquan (en)
- Yiwu (en)
- Insurrection islamique du Kuomintang (en)
- Frontière sino-birmane (en)

- Quemoy (en)
- Denbu (en)
- Nan'ao (en)
- Île de Hainan (en)
- Dongshan (1re) (en)
- Wanshan (en)
- Bataille de l'île de Nanpeng (en)
- Nanri
- Nanpeng (en)
- Dalushan (en)
- Dongshan (2e)
- Yijiangshan
- Tachen
- Dong-Yin

La bataille des îles Yijiangshan (en chinois : 一江山島戰役) désigne un affrontement entre l'Armée de la république de Chine (Taïwan) et l'Armée populaire de libération, pour le contrôle de l'un des derniers bastions nationalistes près de la Chine continentale sur les îles Yijiangshan (deux petites iles d'une superficie totale d'un km² à une trentaine de km du continent). Ayant lieu dans le cadre de la première crise du détroit de Taïwan, elle se déroule du 18 au 20 janvier 1955 et abouti à une victoire communiste avec la destruction totale de la garnison nationaliste.

## Ordre de bataille
- Armée de la république de Chine :
  - 2e groupe d'assaut,
  - 4e groupe d'assaut,
  - 4e escadron d'assaut,
  - 4e brigade artillerie.

Environ une centaine de nids de mitrailleuses et 60 pièces d'artillerie.
En outre, les nationalistes pouvaient bénéficier d'un soutien aérien et naval en cas de besoin.
Les attaquants communistes ont totalisé plus de 5 000 hommes :
- Armée populaire de libération :
  - 178e régiment de la 60e division de la 20e armée ;
  - 180e régiment de la 60e division de la 20e armée :
  - 137 navires (y compris plus de 70 navires de débarquement, et plus de 40 navires d'escorte dont 4 frégates, 2 canonnières et 6 bateaux lance-roquettes multiples[1]),
  - 184 avions sur un total de 22 escadres, 7 bataillons d'artillerie, et 2 régiments d'artillerie anti-aérienne affectés au soutien de la force de débarquement.

En outre, plus de 30 000 civils et trois douzaines de navires civils ont été mobilisés pour le soutien logistique.

## Déroulement de la bataille

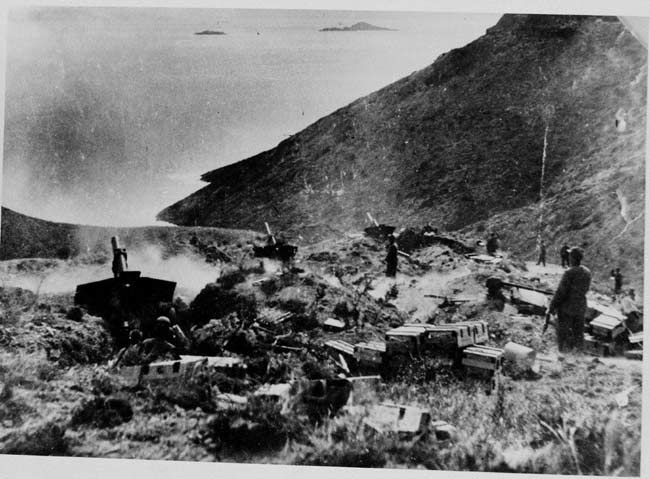
Artillerie communiste bombardant les îles Yijiangshan.

La bataille débute à 8h00 le 18 janvier lorsque les bombardiers communistes attaquent les îles Yijiangshan. 
Cinquante-quatre avions d'attaque Iliouchine Il-10 et bombardiers bimoteurs Tupolev Tu-2, escortés par dix-huit chasseurs Lavotchkine La-11, ont frappé le quartier général et les positions d'artillerie de la garnison du KMT. Ce n'était que la première vague d'un bombardement aérien de six heures impliquant 184 avions qui ont plus de 254 000 livres de bombes.
L'Armée de l'air de la république de Chine et la marine nationalistes n'ont pas participé au conflit en raison de la puissance de feu écrasante des communistes. À 09h00, 50 pièces d'artillerie à longue portée bombardent les îles Yijiangshan.
Vers midi, les forces communistes débarquent sur l'île, soutenues par un total de 70 navires. Les nationalistes offrent une résistance féroce à ces derniers, qui doivent faire appel à un soutien aérien constant, coulent un bateau et endommagent d'autres tuant une centaine de marins. Comme la première ligne de défense a été rapidement maîtrisée grâce aux lance-flammes, bombardiers et artillerie, l'Armée populaire de libération gagne rapidement du terrain. Pas moins de 200 morts et 400 blessés sont comptabilisés par l'État major-communiste rien que pour la journée du 18 janvier. Dès lors, les nationalistes se retranchent dans des tunnels souterrains, ce qui force les communistes à changer de tactique et à se disperser.
À 17h30, les îles sont presque entièrement sous contrôle de l'Armée populaire de libération. Celle-ci a été ensuite condamnée à préparer des positions défensives afin de faire face à une possible contre-attaque qui ne s'est toutefois jamais matérialisée. Le 19 janvier, Wang Shen-Ming (王生民), commandant de la garnison nationaliste, se suicide avec une grenade alors que les communistes s'approchent de sa position. Il ne reste plus que quelques poches de résistance nationalistes qui sont rapidement matées par l'ennemi. Dans la même journée, les communistes bombardent l'archipel des Tachen, situé à environ 13 kilomètres des îles Yijiangshan. Le 20 janvier, les îles sont entièrement aux mains des communistes.

## Bibliographie

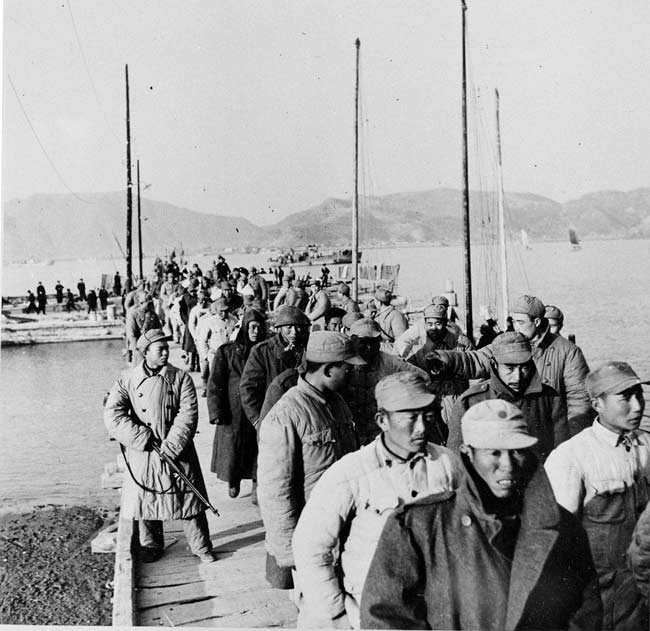
Prisonniers de guerre nationalistes.

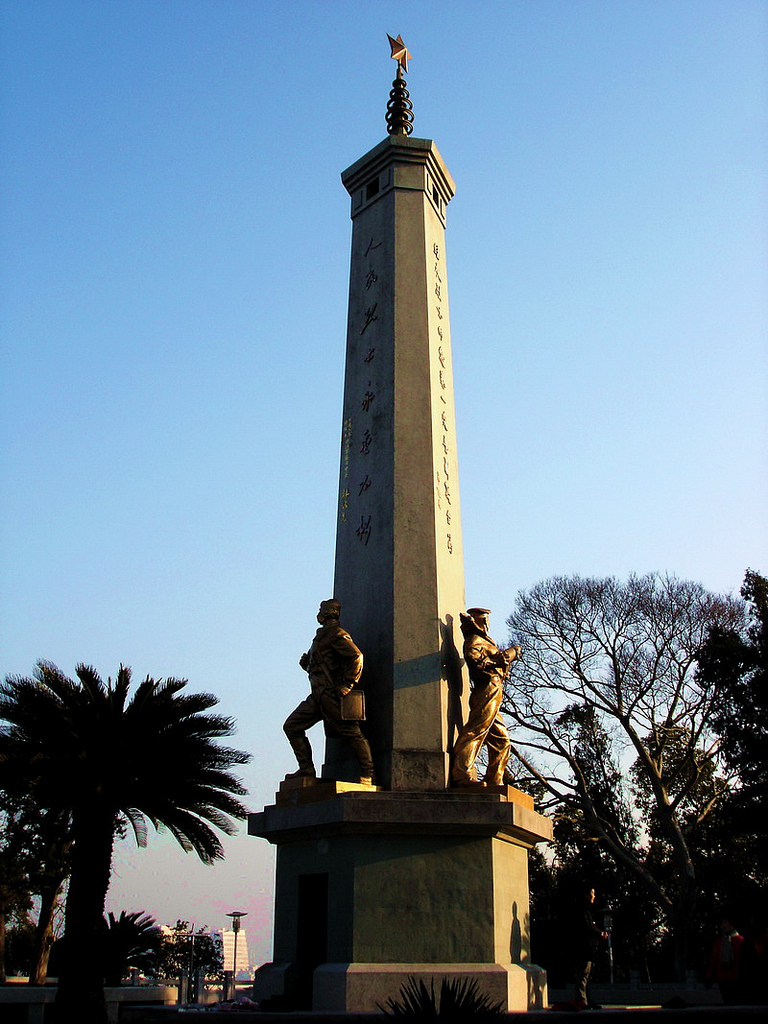
Monument commémorant la bataille.